# Palazzo Garzillo

Palazzo Garzillo in Neapel: Hauptfassade mit Eingangsportal

Der Palazzo Garzillo ist ein Palast aus dem 16. Jahrhundert im Viertel San Lorenzo in Neapel in der italienischen Region Kampanien. Er liegt im Via San Paolo, 15, hinter dem Kloster San Paolo Maggiore.

## Geschichte
Wie Gebäudereste im Innenhof beweisen, stammt der Palast aus dem 16. Jahrhundert. Im 18. Jahrhundert wurde er im Barockstil umgebaut. Laut Alfonso Gambardella ist es möglich, dass auch Ferdinando Sanfelice an den Umbauarbeiten beteiligt war. Es scheint tatsächlich, dass der Architekt in der Gegend sehr aktiv war, wobei er Arbeiten am Palast seines Sohnes Camillo all’Anticaglia gegenüber dem Kloster Delle Trentatré und am Palazzo Bonito ausführte, der ebenfalls All’Anticaglia gehörte.

## Beschreibung
Die Fassade ist einfach und nüchtern; sie wurde vielleicht in der Folge einer letzten dekorativen Umgestaltung des Gebäudes erneuert. Erhalten ist das Portal aus dem 18. Jahrhundert mit alternierendem Bossenwerk. Im Innenhof gibt es neben den verbleibenden Elementen aus dem 16. Jahrhundert eine Treppe mit kurvigem Verlauf nach dem Geschmack von Sanfelice.